# نیکلای ایلمینسکی

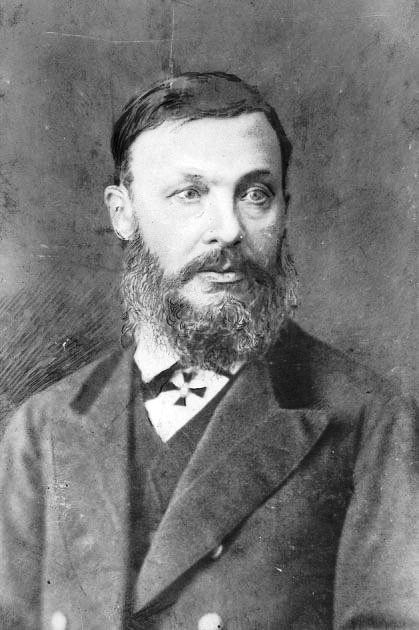
نیکلای ایلمینسکی

نیکلای ایلمینسکی (به روسی: Ильминский, Николай Иванович) (۱۸۲۲-۱۸۹۱) شرق‌شناس و ترک‌شناس روس بود.